# Échelle à poissons

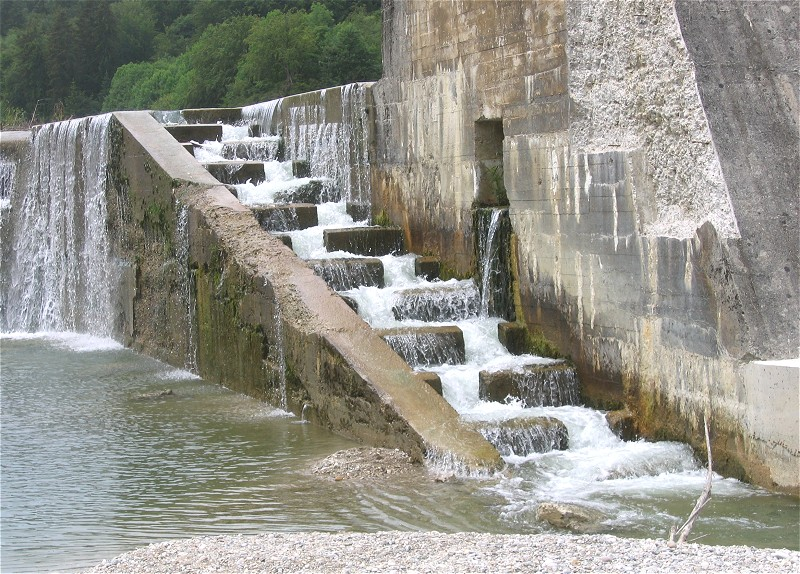
Échelle à poissons d'un barrage sur l'Isar près de Pullach, en Allemagne.

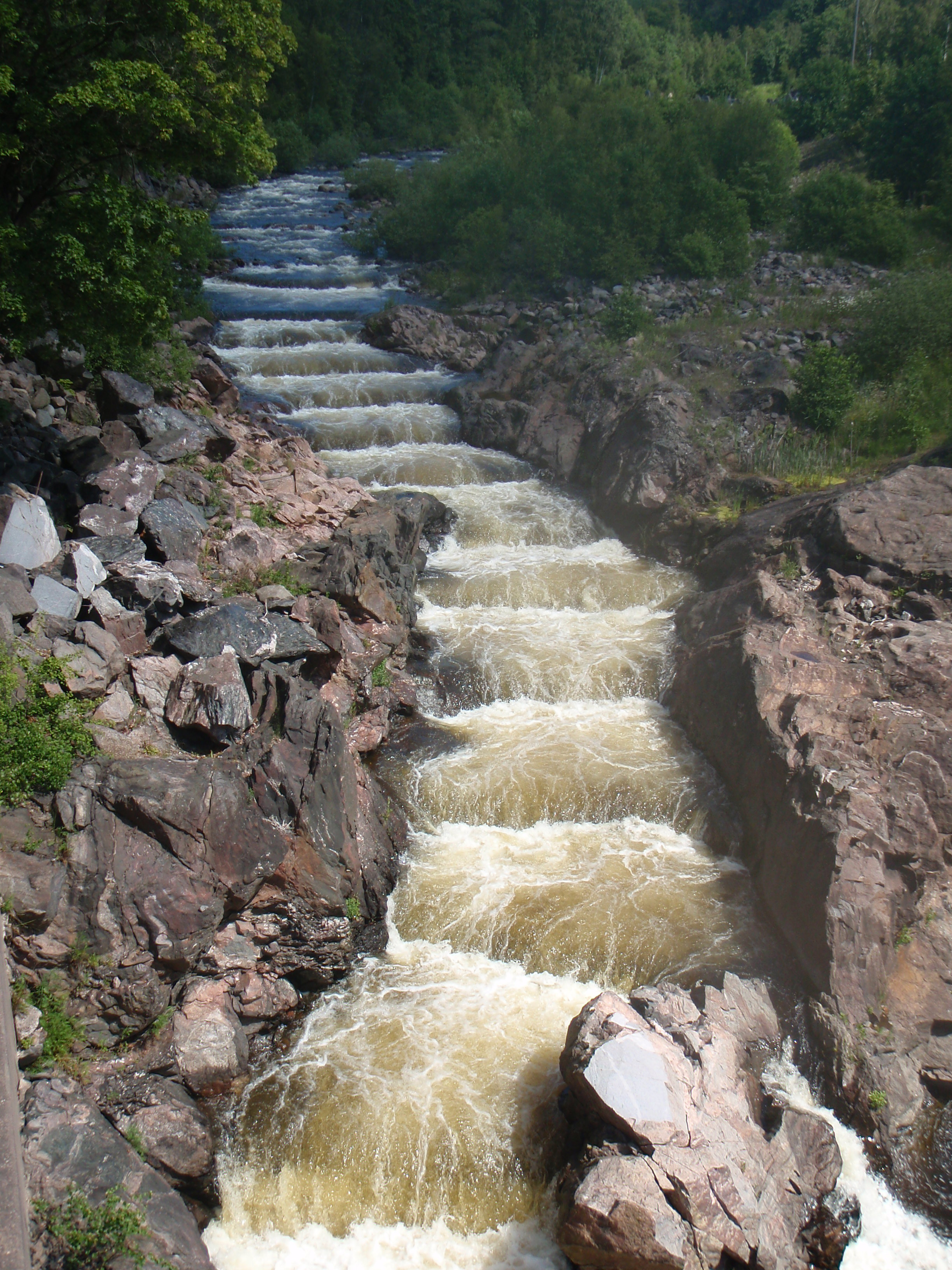
Échelle, d'aspect semi-naturel, aménagée directement dans la roche mère (Suède).

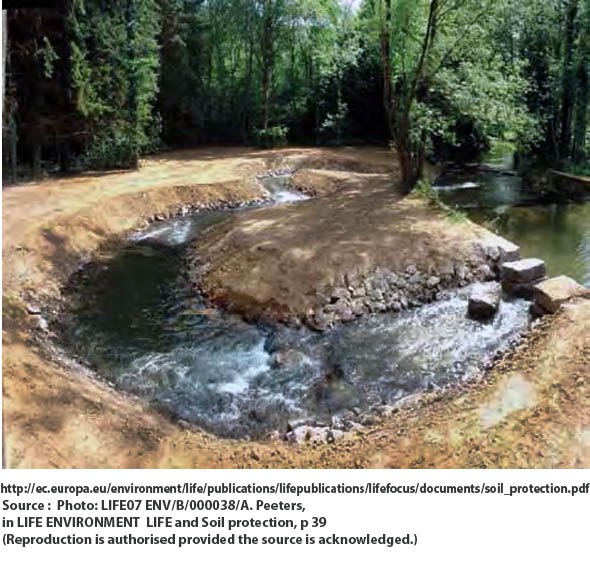
Exemple de passe intégrée dans une opération de renaturation et "réméandrage", limitant l'effet "artificiel" du passage en Wallonie ; dans le cadre d'un outil d'aide à la décision (projet Life (Walphy plus largement consacré à la restauration hydromorphologique des masses d'eau en Région Wallonne)

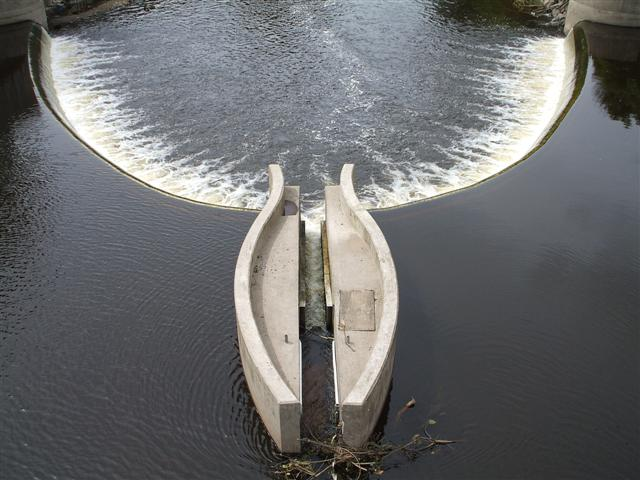
Ici, une fonction supplémentaire est le comptage du poisson remontant ou descendant (Omagh, Royaume-Uni).

Une échelle à poissons ou passe à poissons est un dispositif permettant aux poissons de franchir un obstacle créé par l'Homme sur un cours d'eau, tel qu'un barrage ou un seuil. Elles ont souvent été construites pour les poissons migrateurs amphihalins, mais de nombreuses autres espèces peuvent aussi en profiter.
Il s'agit généralement d'une échelle, soit un dispositif de petits bassins en escalier, que le poisson franchit en sautant d'un bassin à un autre, bien que d'autres formes existent (ascenseur…). Il existe de très nombreux modèles de passes à poissons, adaptés à différents contextes ou visant spécifiquement certaines espèces ou stades de croissance ( par exemple le tapis à civelles ).
Bien que rendu obligatoire par la loi dans de nombreux pays pour les nouveaux ouvrages construits, ce dispositif n'a pas toujours été installé, notamment sur les ouvrages d'art les plus anciens. Devant être construits dans le lit du cours d'eau ou à proximité, ils sont généralement coûteux. Leur aspect est plus ou moins artificiel ou intégré dans l'environnement, d'autant plus artificiel en général que le dénivelé est important.
En 2006, un rapport de l'Inspection de l'environnement confirme en France un « incontestable succès technique » tout en rappelant que construire des passes à poissons ou ascenseurs à poissons ne suffit pas ; il faut aussi lutter contre la surexploitation (des civelles par exemple), retrouver le bon état écologique du cours d'eau et de ses annexes, et surtout « une gestion raisonnée des populations de MAH lors de la phase marine de leur cycle de vie », qui est « une composante majeure de la stratégie globale de reconquête ». Concernant les coûts, ce même rapport conclut à un « effort financier substantiel mais supportable » (chap. III.2 page 8). Les passes de grands barrages ont un coût élevé (7,6 millions d'euros sur le Rhin à Gambsheim).

## Objectifs
Certaines espèces de poissons ont d'impérieux besoins de migrer (montaison et dévalaison) dans le cadre de leur cycle de développement et/ou de reproduction. C'est notamment le cas des salmonidés (saumons, truites), mais aussi d'autres espèces : anguilles, lamproies, aloses, qui cherchent dans les têtes de bassin les frayères pour se reproduire. Sans aménagements spécifiques, de nombreux ouvrages humains sur les cours d'eau rendent ces migrations impossibles, mettant en danger la survie des espèces concernées.

## Histoire
Nées au début du XXe siècle alors que l'on cherchait à enrayer le déclin des grands salmonidés. Elles furent selon Michel Larinier (1992) d'abord testées par Denil en Belgique (avec une passe à saumons sur le barrage d'Angleur sur l'Ourthe (Denil, 1909)).
Le principe a d'abord été de ralentir l'eau, dans un canal rectiligne à pente assez forte, pour permettre au saumon de le remonter de section en section, chacune de ces sections bénéficiant d'une eau ralentie par un système de « déflecteurs » formant des courants secondaires hélicoïdaux.
De nombreux types de déflecteurs ont ensuite été mis au point, sur la base de tests effectués sur des maquettes (Denil, 1936-1938), notamment par McLeod et Nemenyi en 1940 aux États-Unis et par White et Nemenyi en 1942 en Grande-Bretagne.
Ces passes ont encore été perfectionnées et largement diffusées par Larinier en 1978, Lonnebjerg au Danemark (1980), Miralles en France (1981), Rajaratnam & Katopodis (1984, 1990) au Canada,.
Avec la forte augmentation du nombre des grands barrages hydroélectriques, il a fallu utiliser d'autres solutions, de type "ascenseur à poissons".
Les « échelles » ou « passes » ont depuis les années 1970 aussi été conçues comme mesure compensatoire ou conservatoire dans le cadre d'études d'impact, et d'enquêtes publiques obligatoires pour les grands barrages (dans la plupart des pays développés), ou dans le cadre de « programmes de restauration en faveur des poissons migrateurs » (bien que ces passes puissent aussi être utiles au maintien de la diversité génétique des poissons non-migrateurs).
Les passes à poissons constituent donc l'un des moyens de réduire la fragmentation éco-paysagère, le cours d'eau étant alors le corridor biologique dont il faut fonctionnellement rétablir la continuité biologique. D'autres paramètres dont la qualité de l'eau et l'état sanitaire des poissons sont à surveiller.

## Techniques et mise en œuvre

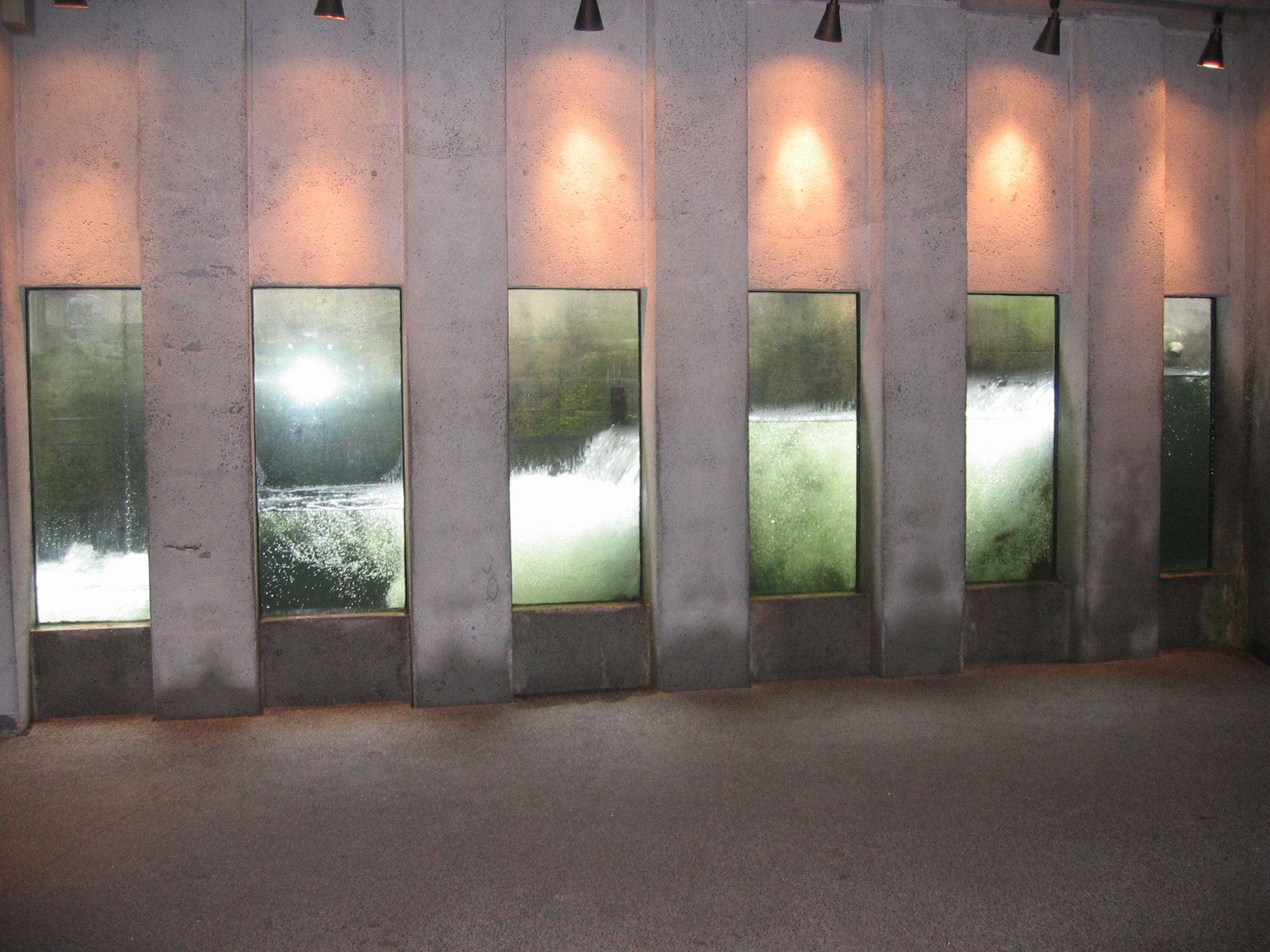
Dans certains cas, des vitres ou d'autres dispositifs permettent de compter et observer les poissons à la montaison ou dévalaison (ici Capilano River).

L'échelle à poissons est la forme la plus commune de passe à poissons. Elle se présente schématiquement sous la forme d'une sorte d'escalier constitué d'une succession de petits bassins où le poisson trouve une zone de repos relatif après chaque passage ayant nécessité un effort.
Néanmoins, même dans les cas où les concepteurs de ces ouvrages ont les connaissances non seulement en génie civil, mais qui leur permettent de prendre en compte et de prévoir le comportement des poissons, l'installation d'échelles à poissons est parfois considérée comme un pis-aller quant à la conservation des espèces, voire inutile sans la compréhension et la collaboration des utilisateurs ou exploitants du barrage (souvent producteurs d'hydro-électricité), ces passes nécessitant notamment d'être périodiquement nettoyées, et peut-être de ne pas être éclairées de nuit (protection de l'environnement nocturne contre la pollution lumineuse qui pourrait affecter certaines espèces).
Il existe aussi, sur certains barrages trop hauts pour être franchis par de simples passes à poissons (comme des lacs de barrages), des ascenseurs à poissons,, dont le principe est d'attirer les poissons qui remontent le cours d'eau dans un compartiment en eau, qui est périodiquement fermé puis hissé au niveau du plan d'eau amont où les poissons sont relâchés. Ils peuvent inclure un dispositif de comptage ou observation. Certains ascenseurs ont été adaptés à certaines espèces, comme pour l'alose à Golfech sur la Garonne.

## En Europe
Les deux plus grandes passes à poisson d'Europe (en 2013) sont celles d'Iffezheim et de Gambsheim, réalisée sur le Rhin dans le cadre d'un accord franco-allemand, dans le cadre de la réintroduction des saumons et autres migrateurs après la pollution du Rhin par l'accident de l'usine Sandoz.
- Celle d'Iffezheim est en service depuis juin 2000 sur le Rhin à 25 km au nord de Gambsheim reconnecte à la mer les cours d’eau du bassin versant alsacien du Rhin par l'Ill et ses affluents[16].
- Celle de Gambsheim est située plus haut sur le Rhin à 15 km au nord de Strasbourg. Dans ce cas (débit d'attrait de 15 m3/s et dénivelé de 10 m, avec dispositif de piégeage et de vidéosurveillance qui a permis de filmer la remontée de silures), l'investissement (10 millions d’euros environ) incluait un espace d'accueil du public. Les travaux ont commencé en 2004 sous maîtrise d’œuvre du centre d'Ingénierie hydraulique d'EDF pour une mise en eau en mars 2006[16].

Ces deux passes permettent à certains migrateurs de gagner la rivière Kinzig et son affluent la Schutter dont la source est située en Forêt-Noire allemande et considérée comme ayant un haut potentiel d'accueil de grands migrateurs. Selon les comptages, environ 20 000 poissons franchissent chaque année cet ouvrage (de 50 à 100 saumons, plus de 200 truites de mer et plusieurs centaines d’autres migrateurs). Ces chiffres restent modestes par rapport aux potentialités ou au nombre de saumons autrefois pêchés en Écosse. À titre d'exemple, M. Vibert, inspecteur des eaux et forêts et chef de la 3e Région piscicole rappelait en 1943 que sur la Tweed en Écosse, on pêchait encore 170 000 saumons/an (vers les années 1930-1940), et qu'au début du siècle, en Amérique du Nord, le nombre de poissons pêchés annuellement était encore plus important avec, par exemple, pour les deux seules années pour lesquelles des statistiques sont disponibles 35,5 millions et près de 44 millions de saumons respectivement pêchés en 1910 et 1911 en Alaska (43 965 873 saumons déclarées en 1911). Selon le Traité raisonné de la pisciculture et des pêches, publié par le Dr Louis Roule en 1914, les petits fleuves côtiers bretons produisaient autrefois à eux seuls environ 4 millions de kilogrammes de saumon.

## En France
En raison de son important réseau hydrographique et du grand nombre de barrages hydroélectriques, la France a acquis une compétence particulière, soutenue par EDF, un groupement d'intérêt scientifique (le GIS GRISAM) et un groupement de recherche GHAAPPE.
En France, en raison dans le cadre du «décroisements des financements» des Agences de l'eau et de l'État, les Agences ont pris en charge ces programmes, ce qui a été compris comme un désintérêt" de l'État par certains acteurs, bien que l'État soit aussi présent "derrière" les Agences (selon un rapport de l'IGE de 2006 voir page 14-15).[pas clair]

## Photos d'échelles à poissons

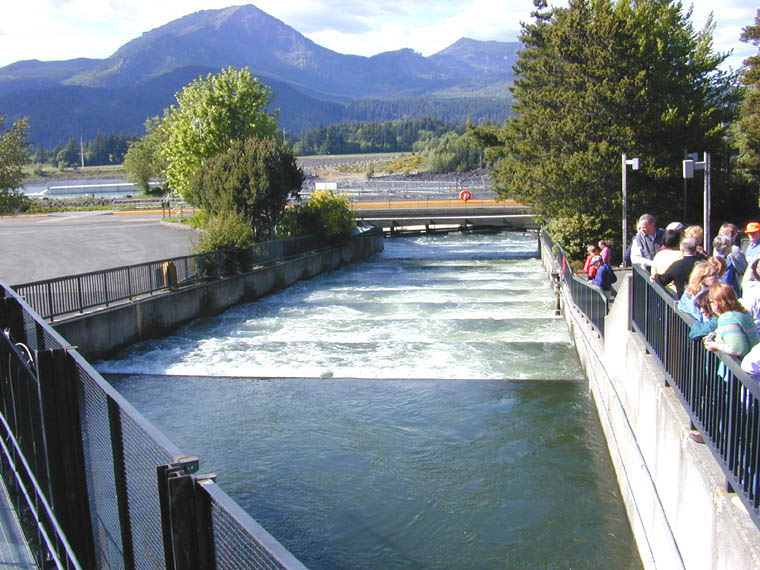
Barrage Bonneville sur le fleuve Columbia, États-Unis.
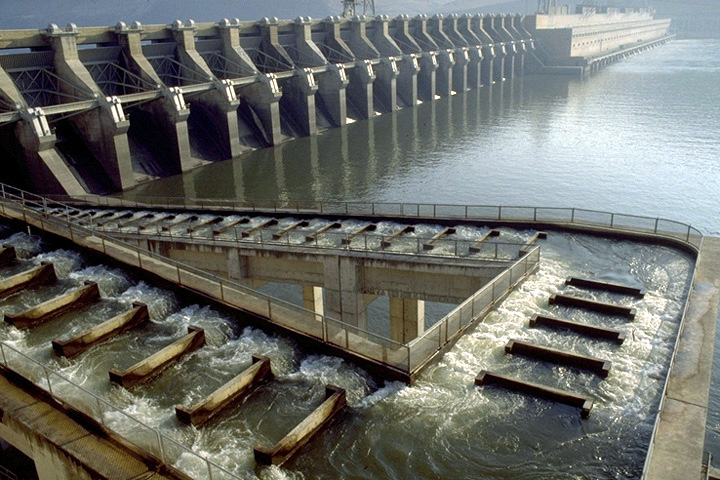
Grande échelle à poissons au barrage John Day sur le fleuve Columbia, États-Unis.
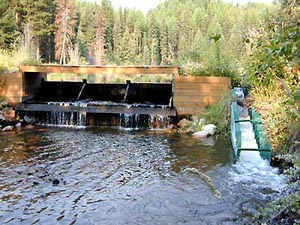
Barrage sur la rivière Salmon (Montana), États-Unis.
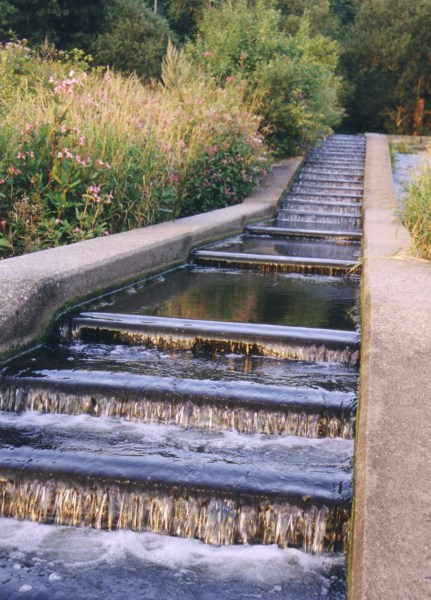
Centrale de Hohenstein sur la Ruhr, Allemagne.
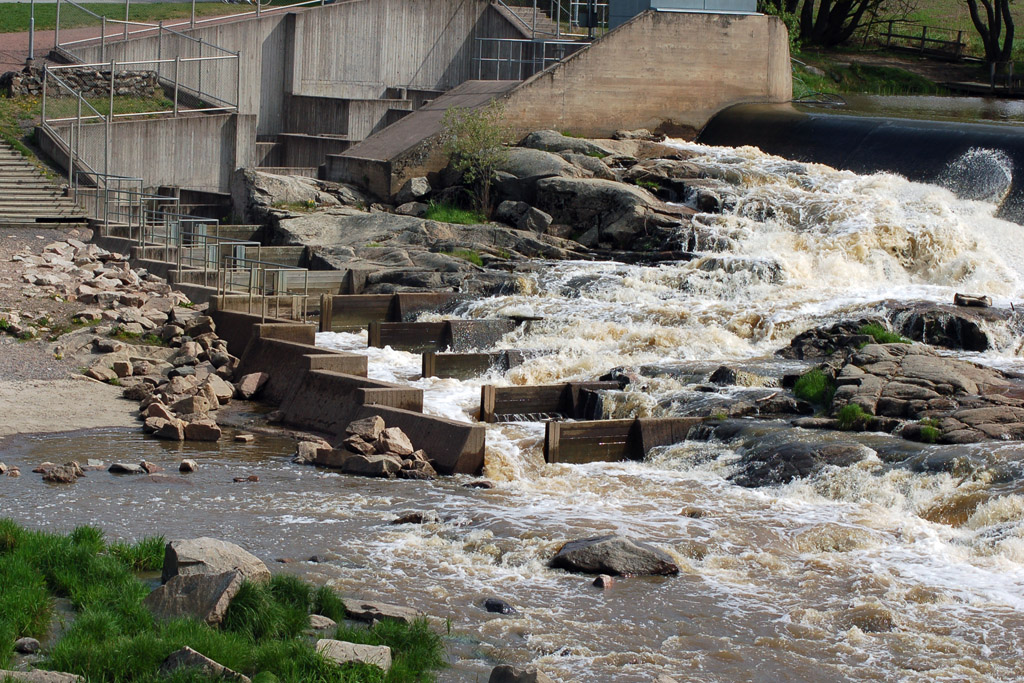
Rapides de la rivière Aura, Finlande.
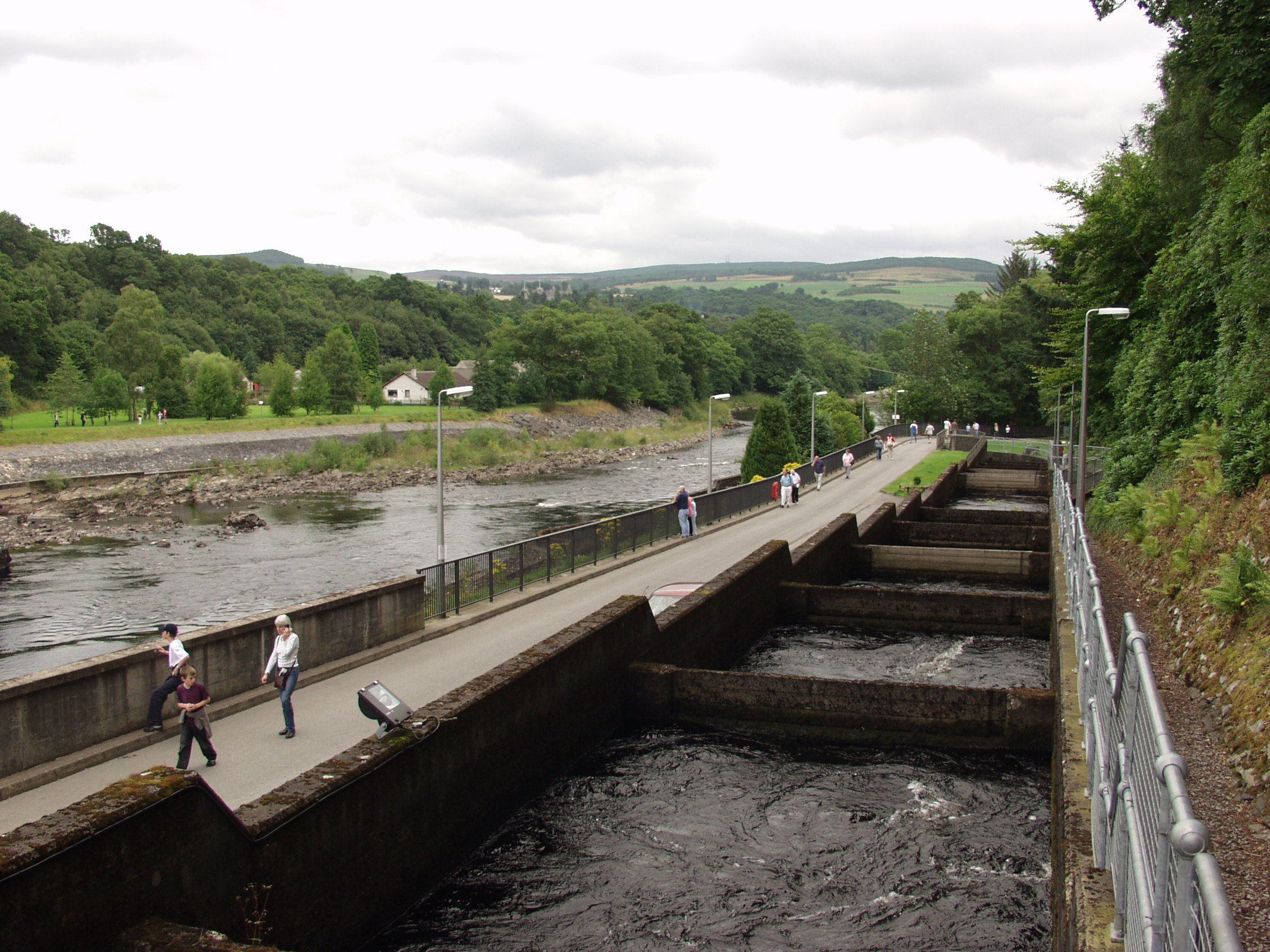
Rivière Tummel à Pitlochry, Écosse.
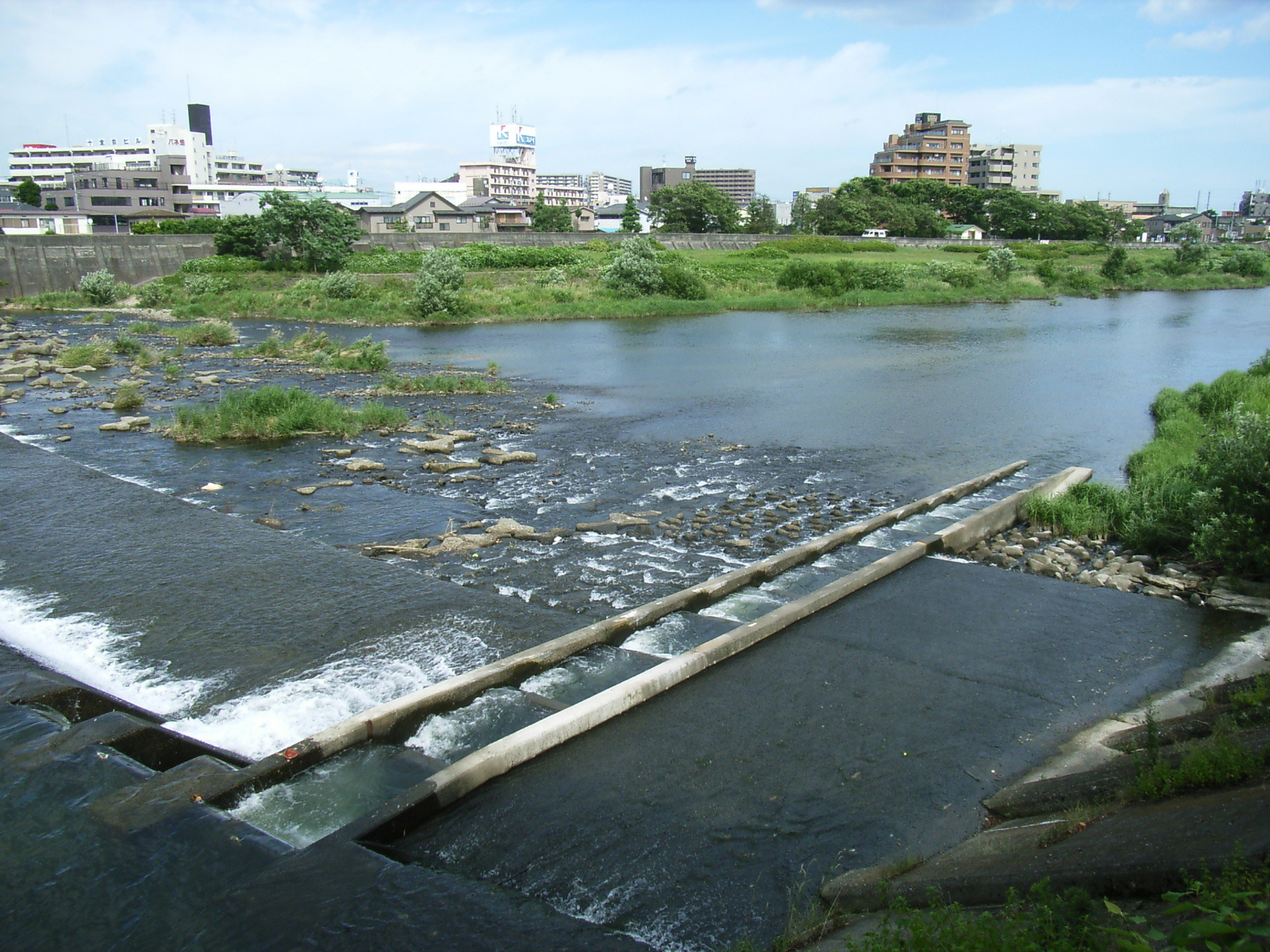
Rivière Hirose-gawa à Sendai, Japon.
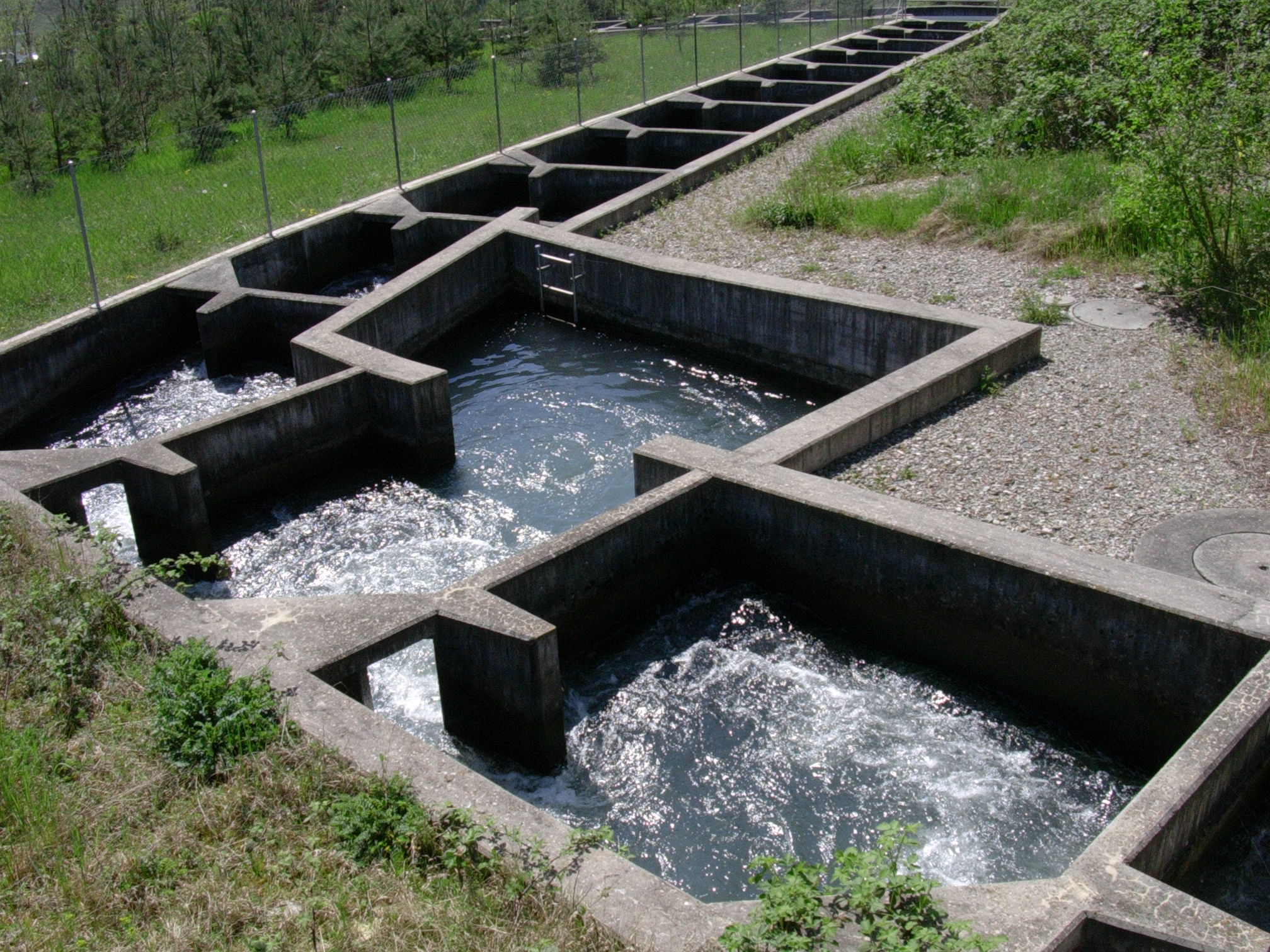
Barrage de Verbois près de Genève sur le Rhône, Suisse.
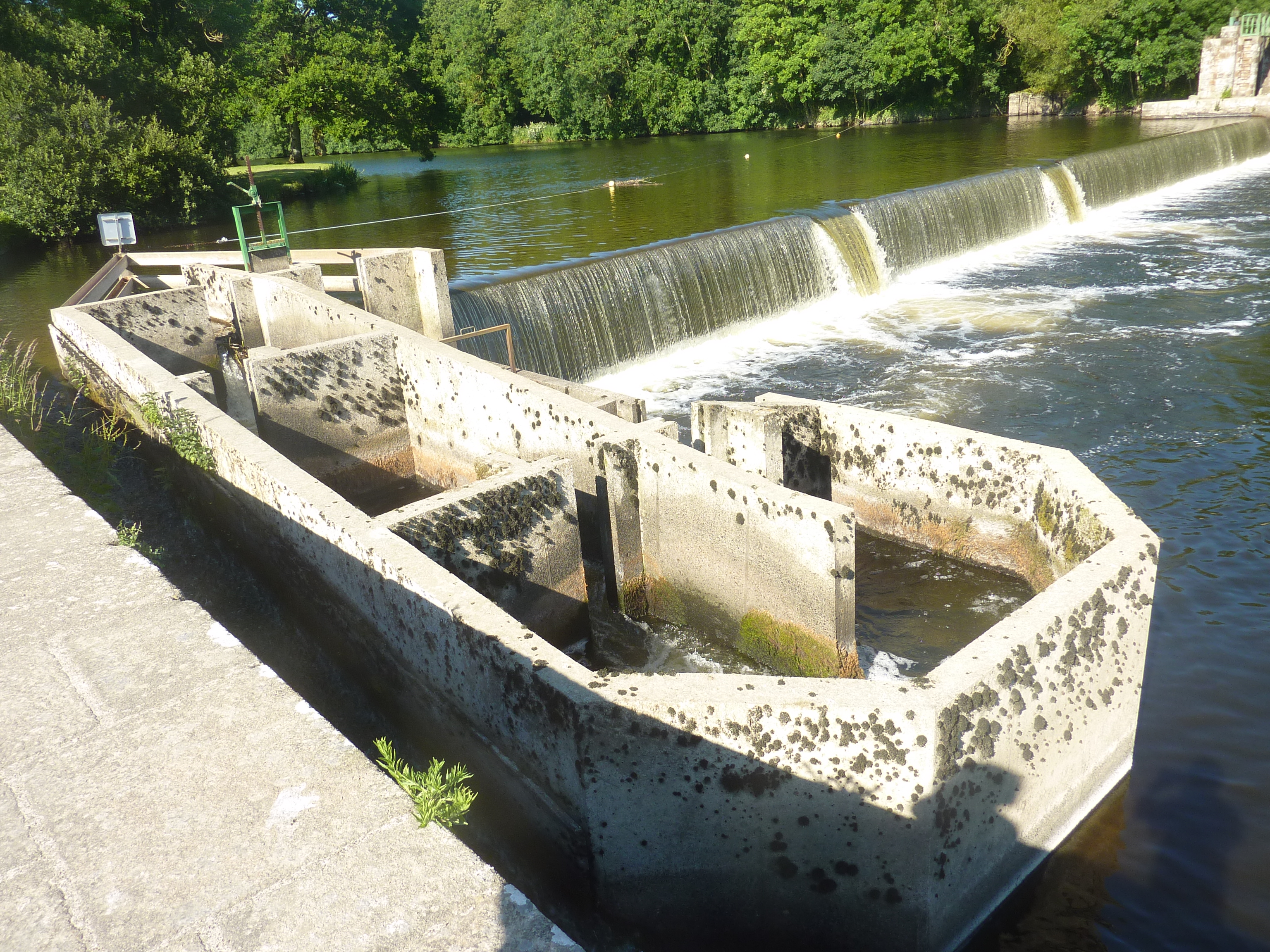
La passe à poissons de l'écluse de Pennarpont (écluse n° 232 du canal de Nantes à Brest) à Châteaulin (France).
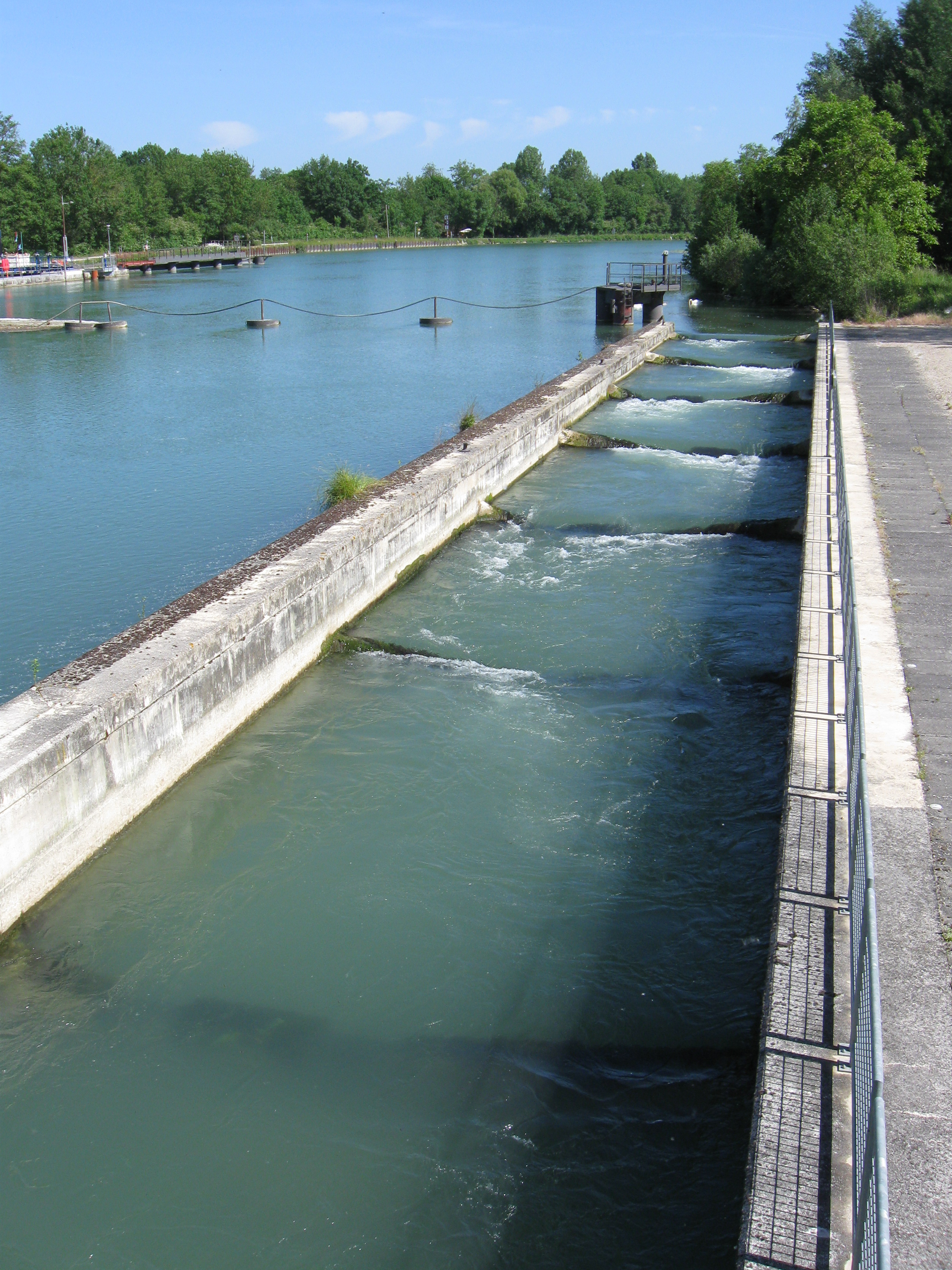
Barrage de Jaulnes sur la Seine.
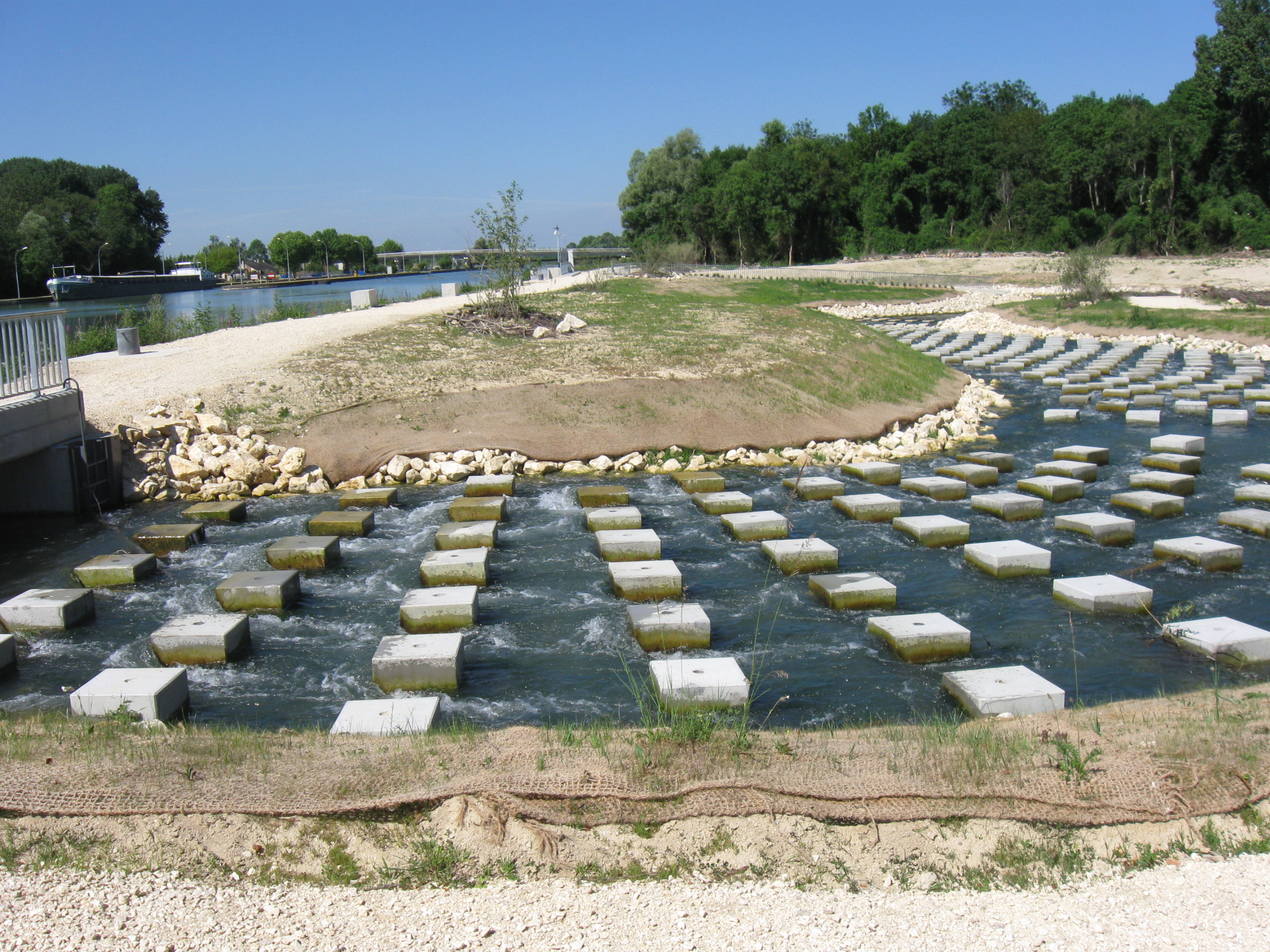
Barrage de la Grande-Bosse sur la Seine (2015).
Panneau signalant une échelle à poissons.